# Syncarida
A Syncarida a felsőbbrendű rákok (malacostraca) osztályának az Eumalacostraca alosztályába tartozó öregrend. Két ma is élő rend tartozik bele, a Bathynellacea és az Anaspidacea. Valamint van egy kihalt rendje, a †Palaeocaridacea. Jellemzőjük az erős szelvényezettség és a sok végtag. Egy feji, egy farki és két vagy három törzsi részre tagolhatóak. A felsőbbrendű rákok közt viszonylag fejletlennnek számítanak.

## Rendszerezés
Az öregrendbe az alábbi rendek és családok tartoznak:
- Anaspidacea Calman, 1904
  - Anaspididae Thomson, 1893
  - Koonungidae Sayce, 1908
  - Psammaspididae Schminke, 1974
  - Stygocarididae Noodt, 1963
- Bathynellacea Chappuis, 1915
  - Bathynellidae Grobben, 1904
  - Parabathynellidae Noodt, 1965